# Parotis luzonica
Parotis luzonica là một loài bướm đêm trong họ Crambidae.